# Windom, Texas
Windom är en kommun i Fannin County i delstaten Texas. I mitten av 1920-talet hade Windom 389 invånare men orten drabbades hårt av den stora depressionen på 1930-talet. Enligt 2020 års folkräkning hade Windom 189 invånare.